# Mar Gómez Glez
Mar Gómez Glez (Madrid, 21 de noviembre de 1977) es una escritora española (novelista y dramaturga).

## Biografía
Mar Gómez Glez nació en Madrid el 21 de noviembre de 1977. Tras licenciarse en Sociología por la Universidad Pontificia de Salamanca y en Periodismo en la Universidad Carlos III de Madrid (Getafe), realizó un Master en Teoría de la Literatura y comenzó el doctorado en Humanidades, que abandonó para trasladarse a Estados Unidos, a Vassar College (Nueva York) como Language Fellow (2004-2005).
A su vuelta a España obtuvo una beca de creación del Ayuntamiento de Madrid para vivir en la Residencia de Estudiantes y publicó su primer libro en Ecuador: la novela infantil Acebedario. En septiembre de 2006, se trasladó a la ciudad de Nueva York, en donde se doctoró en Literatura Española como especialista en Santa Teresa de Ávila (1515 - 1582) por la Universidad de Nueva York (NYU) y colaboró con el Programa de Escritura Creativa de esta misma universidad. A partir de entonces ha vivido en diferentes lugares de Estados Unidos como en Los Ángeles, ciudad que inspira alguno de sus textos y donde impartió clases en University of Southern California, y el valle del Hudson, en donde enseña como profesora visitante en Bard College.
Gómez Glez comenzó a escribir teatro en el año 2003 con la compañía Yacer Teatro S. L. y en el verano de 2009 participó en la Residencia Internacional del Royal Court Theatre de Londres para dramaturgos emergentes. En diciembre de 2011 estrenó su primera obra en Nueva York, Wearing Lorca's Bowtie, en el teatro The Duke, off-Broadway. Firma el texto con la dramaturga holandesa Judith Goudsmit y la historia con el director estaonidense Josh Hecht. Desde entonces sus obras han sido producidas en diferentes países, incluyendo Alemania, India y España, donde Juan Pastor dirigió Fuga mundi en el Teatro Guindalera en 2016.
Algunos de sus textos tratan de temas actuales. En Cifras se aborda el drama de los náufragos rescatados por el buque español Francisco y Catalina mientras esperaban una decisión por parte de las autoridades europeas sobre su destino; en 39 Defaults, presentada por La Mama Experimental Theatre Club y dirigida por Julian Mesri en 2014, el movimiento 15-M está como telón de fondo y en su novela Cambio de Sentido la tragedia del Prestige es un protagonista más. El director de escena británico Mike Bradwell define su estilo como una mezcla entre Chéjov y los Monty Python.
Su segunda novela La edad ganada, publicada en 2015 en la editorial Caballo de Troya, fue considerada por la crítica Mercedes Suero como uno de los cinco libros imprescindibles para clausurar la Feria del Libro de Madrid y fue incluida en la lista de libros "para poner patas arriba el país" del diario El Confidencial. http://www.elconfidencial.com/multimedia/album/cultura/2015-04-21/lecturas-para-la-regeneracion-espanola_763234/#18 (enlace roto disponible en Internet Archive; véase el historial, la primera versión y la última).
En el año 2021 fue finalista del Premio Nadal con "Una pareja feliz", publicada por la editorial Tres Hermanas.

## Reconocimientos
Finalista Premio Nadal 2021
Premio «Beckett» de Teatro en el año 2007, por su primera obra de teatro en solitario Fuga Mundi (2008),
Primer Premio de relato corto del Certamen Arte Joven Latina 2008, por el cuento Que Viene el Lobo.
Calderón de la Barca en 2011 por su obra Cifras otorgado por el Instituto Nacional de las Artes Escénicas y de la Música (INAEM).
Hot Desk International Playwright del teatro oficial de Maryland, Center Stage en 2014-2015.

## Obras

### Narrativa
- "Una pareja feliz" (Madrid, Tres Hermanas, 2021) ISBN 978-84-123378-6-0.
- La edad ganada (Barcelona, Caballo de Troya, 2015) ISBN 978-84-15451-49-5. http://lacuevadelerizo.com/la-vida-como-una-pelea-la-edad-ganada/ (enlace roto disponible en Internet Archive; véase el historial, la primera versión y la última).
- Cambio de Sentido (Sevilla, Paréntesis, 2010) ISBN 978-84-991-9065-5.[7]

### Teatro
- Fuga Mundi (2008)
- Cifras (2011)
- Wearing Lorca's Bowtie (2011)
- 39 defaults (2012)
- Bajo el agua (2013) http://www.muestrateatro.com/archivos/mar-gomez-glez-bajo-el-agua.pdf (enlace roto disponible en Internet Archive; véase el historial, la primera versión y la última).
- Coldwater (2014)
- Petra y Carina (2017)

### Libro Infantil
- Acebedario (Finalista del Concurso Internacional de Literatura Infantil Julio C. Coba 2005; Quito, Libresa, 2005) ISBN 9978-49-082-5

## Página oficial
- http://www.margomezglez.com

- Datos: Q5995146
- Multimedia: Mar Gómez Glez / Q5995146